# Richtlinie (EU)
Im Europarecht sind Richtlinien (Direktiven nach der englischen Bezeichnung directive, allgemeinsprachlich auch EU-Richtlinien) Rechtsakte der Europäischen Union und als solche Teil des sekundären Unionsrechts. Im Gegensatz zu Verordnungen gelten sie gemäß Art. 288 Absatz 3 des AEUV nicht unmittelbar, sondern müssen erst von den Mitgliedstaaten in nationales Recht umgewandelt werden.
Richtlinien, die Gesetzgebungsakte sind, werden in der Regel auf Vorschlag der Europäischen Kommission vom Rat der Europäischen Union und dem Europäischen Parlament nach dem ordentlichen Gesetzgebungsverfahren gemeinsam erlassen. In bestimmten Fällen sind jedoch besondere Gesetzgebungsverfahren vorgesehen. Sie werden im Amtsblatt der Europäischen Union publiziert und sind online im Rechtsinformationssystem EUR-Lex verfügbar.
Die Richtlinien erhalten eine Nummerierung, die sich aus dem Wort Richtlinie, dem Jahr, einer laufenden Nummer sowie der Kennzeichnung „EU“ zusammensetzt. Ab 2015 wird die Kennzeichnung „EU“ in Klammern vor die Jahreszahl gesetzt (also z. B. Richtlinie 2010/75/EU für Richtlinien vor 2015 und Richtlinie (EU) 2016/943 für Richtlinie ab 2015). Ältere Richtlinien aus der Zeit der Europäischen Gemeinschaft oder der Europäischen Wirtschaftsgemeinschaft tragen weiter die entsprechende Kennzeichnung EG oder EWG, sie werden auch als EG-Richtlinien bzw. EWG-Richtlinien bezeichnet. Hier findet sich die Jahreszahl in zweistelliger Form wieder, wie z. B. Richtlinie 93/42/EWG für die Medizinprodukterichtlinie von 1993.

## Rechtswirkung
Im Gegensatz zu EU-Verordnungen sind EU-Richtlinien nicht unmittelbar wirksam und verbindlich, sondern sie müssen durch nationale Rechtsakte umgesetzt werden, um wirksam zu werden. Es bleibt den einzelnen Mitgliedstaaten überlassen, wie sie die Richtlinien umsetzen. Sie haben also bei der Umsetzung der Richtlinie einen gewissen Spielraum. Wenn die Richtlinie allerdings die Einführung konkreter Berechtigungen oder Verpflichtungen verlangt, muss das nationalstaatliche Recht, das ihrer Umsetzung dient, entsprechend konkrete Berechtigungen oder Verpflichtungen begründen. Nach deutschem Recht ist deswegen zur Umsetzung in der Regel ein förmliches Gesetz oder eine Verordnung erforderlich. Richtlinien setzen regelmäßig eine Frist, innerhalb derer sie in innerstaatliches Recht umgesetzt werden müssen. Mit der Umsetzung wird der Richtlinieninhalt Teil der nationalen Rechtsordnung und gilt somit für alle, die vom Umsetzungsakt (z. B. ein Gesetz) betroffen sind.
Wird eine Richtlinie nicht fristgerecht oder nicht ordnungsgemäß umgesetzt, kann sie dennoch unmittelbar wirken und von Behörden angewendet werden. Dazu muss die Richtlinienbestimmung inhaltlich so genau und konkret gefasst sein, dass sie sich zu einer unmittelbaren Anwendung eignet, und sie darf keine unmittelbare Verpflichtung für einen Einzelnen beinhalten. Daher ist eine unmittelbare Wirkung von Richtlinien unter Privaten (horizontale Direktwirkung) nicht möglich. Erleidet ein Einzelner nach Ablauf der Umsetzungsfrist infolge der fehlenden oder mangelhaften Umsetzung einen Nachteil, kann er unter Umständen den Mitgliedstaat im Wege der Staatshaftung auf Schadensersatz in Anspruch nehmen. Aus der Nicht-Umsetzung der Richtlinie soll nach der Judikatur des Europäischen Gerichtshofs (EuGH) − insbesondere nach den in der Francovich-Entscheidung vom 19. November 1991 (C-6/90 und C-9/90) formulierten Grundsätzen − dem Bürger kein Schaden erwachsen.
Bereits vor Ablauf der Umsetzungsfrist haben aber Richtlinien insoweit Rechtswirkung (sog. Vorwirkung), dass die nationalen Rechtsnormen im Wege einer „europarechtskonformen Auslegung“ soweit möglich unter Beachtung der Vorgaben der Richtlinie zu interpretieren sind, um Kollisionen zwischen europarechtlichen Vorgaben und innerstaatlichem Recht zu vermeiden (vergleiche Kollisionsregel).

## Umsetzungen durch Verwaltungsvorschriften
Die Richtlinien müssen so in nationales Recht umgesetzt werden, dass etwaige hierdurch begründete Rechte für den Einzelnen erkennbar sind und er sie geltend machen kann. Der EuGH verneinte deshalb, dass diese Anforderungen durch Umsetzung einer Richtlinie in der TA Luft erfüllt seien, obwohl diese eine normkonkretisierende Verwaltungsvorschrift darstellt. Erforderlich seien vielmehr Rechtsnormen im materiellen Sinn. Andererseits ist es zulässig, in deutschen Verordnungen auf eine EU-Richtlinie zu verweisen und deren Text in der Bundesrepublik für gültig zu erklären.
Die schärfer als nötige Umsetzung von EU-Richtlinien in nationales Recht wird als Gold-Plating bezeichnet. Dies kann auf übermäßige Bürokratie und vermeidbare Belastungen der Bürger hinweisen. Die Europäische Kommission beschloss im Januar 2025 im Rahmen ihrer Bürokratieabbau-Offensive, dass „die Zersplitterung des Binnenmarktes und unrechtmäßiges Gold-Plating“ bekämpft werden soll.

## Schadensersatz bei nicht rechtzeitiger Umsetzung
Im Fall nicht rechtzeitiger Umsetzung von Richtlinien kann sich ein Land schadensersatzpflichtig machen.
Durch die Richtlinie 90/314/EWG vom 13. Juni 1990 wurde festgelegt, dass die Mitgliedsstaaten spätestens bis zum 31. Dezember 1992 Maßnahmen treffen müssen, um sicherzustellen, dass Pauschalreisende gegen eine Pleite ihres Reiseveranstalters abgesichert sind. Das Justizministerium im Kabinett Kohl IV unter Sabine Leutheusser-Schnarrenberger versäumte die rechtzeitige Umsetzung, was im Jahr 1993 noch nicht auffiel. Im Frühjahr und Sommer 1994 gab es jedoch zahlreiche deutsche Touristen, die im Ausland strandeten, weil deren Reiseveranstalter bankrottgingen, bevor sie das Geld für den Rückflug an die Fluggesellschaft weitergeleitet hatten. Infolgedessen wurde eilig ein Gesetz erarbeitet, mit dem § 651k (jetzt § 651r) ins BGB eingefügt wurde. Damit werden Reiseveranstalter verpflichtet, sich gegen ihre eigene Pleite abzusichern und dem Reisenden einen Sicherungsschein darüber auszuhändigen.
Auf eine entsprechende Klage vor dem Landgericht Bonn setzte dieses das Verfahren aus und legte den Fall dem EuGH vor. Dieser entschied 1996, dass die Bundesrepublik Deutschland diejenigen Reisenden, die durch die nicht rechtzeitige Umsetzung der Richtlinie einen Schaden erlitten hatten, entschädigen muss. Auf eine kleine Anfrage der Grünen hin teilte die Bundesregierung am 13. November 1996 mit, dass sie den auszugleichenden Schaden auf 20 Mio. DM schätze.

## Richtlinien nach dem Neuen Konzept
Das Neue Konzept sieht vor, dass die Richtlinien für bestimmte Produkte grundlegende Sicherheits- und Gesundheitsanforderungen auf hohem Schutzniveau festlegen. Die technischen Details zur Konkretisierung dieser grundlegenden Anforderungen werden von den Europäischen Normungsorganisationen CEN, CENELEC bzw. ETSI in Form Europäischer Normen erarbeitet.
Ziel des Neuen Konzeptes ist unter anderem:
- Abbau technischer Handelshemmnisse durch die europaweite Harmonisierung technischer Normen
- Richtlinien legen nur grundlegende (Sicherheits-)Ziele fest, diese sind verbindlich; technische Details werden durch sog. Harmonisierte Europäische Normen referenziert (Anwendung freiwillig, aber mit Vermutungswirkung)
- Entlastung des Staates (Nicht Beamte, sondern Fachleute erarbeiten mit den Normen die technischen Details)
- stets aktuelle Detailregelungen, da Normen turnusmäßig aktualisiert werden und dem Stand der Technik entsprechen.

Bisher sind 29 Europäische Richtlinien nach dem Neuen Konzept verabschiedet worden, die zu ihrer Ausfüllung Europäische Normen benötigen. 22 davon sehen die CE-Kennzeichnung vor, vier davon sehen keine CE-Kennzeichnung vor.

### EU-/EG-Richtlinien zu Produkten und Normen
Um die Rechtsvorschriften nicht mit einer Fülle fachlicher Details zu belasten und um den unbestimmten Begriff der Technikklausel zu spezifizieren, je nach Fachgebiet und Gefährdung, greift die EU-Kommission auf Harmonisierte Normen zurück. Dazu wurde am 14. November 2012 die Verordnung (EU) Nr. 1025/2012 (Normungsverordnung) zur europäischen Normung im Amtsblatt der Europäischen Union veröffentlicht. Für Referenzlisten der harmonisierten Normen und den Bereich, für die sie zutreffen, hat die EU eine Webseite errichtet.
Die James-Elliott-Entscheidung sowie die Malamud-Entscheidung haben dazu geführt, dass Normen, auf welche Rechtsakte der EU verweisen, kostenfrei öffentlich zugänglich sein müssen. Hierzu muss der Interessierte bei der für sein Land zuständigen Normungsorganisation den Zugriff auf diese harmonisierten Normen online beantragen. Normen der internationalen Normungsorganisationen ISO und IEC, die das Europäische Unionsrecht betreffen, können auch nach Beantragung eingesehen werden.

## Nomenklatur
Vor dem Vertrag von Lissabon wurden Richtlinien nur von den Europäischen Gemeinschaften im Rahmen der 1. Säule erlassen. Auch wenn oft von EU-Richtlinien gesprochen wurde, war diese Formulierung juristisch nicht korrekt, da diese Richtlinien (aber auch EG-Verordnungen) von einer der Europäischen Gemeinschaften und nicht von der Europäischen Union erlassen wurden. Der deutschsprachige Titel dieser früheren Richtlinien beginnt so jeweils mit „Richtlinie NNNN/NN/EG“ (oder einem Hinweis auf die jeweilige Gemeinschaft). Für die seit dem Vertrag von Lissabon erlassenen Richtlinien beginnt der Titel mit „Richtlinie NNNN/NN/EU“ oder „Richtlinie NNNN/NN/EURATOM“. Seit 2015 beginnen die Bezeichnungen mit „Richtlinie (EU) JJJJ/NN“.

### Entstehen und Überprüfen von EU-/EG-Richtlinien
EU-/EG-Richtlinien sind politische Dokumente. Sie zielten vor allem darauf ab, gemeinsame allgemeine (d. h. sowohl für reglementierte, als auch für nicht reglementierte Bereiche geltende) Instrumente zu entwickeln. So zielt der bei Produkten im Jahr 2008 verabschiedete neue Rechtsrahmen darauf ab, den Binnenmarkt für Waren für das Inverkehrbringen, die Marktüberwachung sowie die Qualität der Konformitätsbewertungen zu verbessern. Seit der Verabschiedung des neuen Rechtsrahmens haben sich Industrie und Produkte radikal verändert, insbesondere aufgrund des fortschreitenden digitalen und ökologischen Wandels und des Technischen Fortschritts. Wird eine Produktgruppe oder Dienstleistungsgruppe erkannt, die in den verschiedenen EU-Staaten unterschiedlich geregelt wird, so erwägt das Europaparlament eine Richtlinie zur Harmonisierung. Durch Evaluierung werden die Rechtsakte, hier für Produkte, immer wieder den veränderten Rahmenbedingungen angepasst.

#### Vorschlag für EU-/EG-Richtlinien
Grundsätzlich hat nur die Europäische Kommission das Recht, Gesetzentwürfe vorzulegen. Allerdings können das Europäische Parlament, der Rat der EU und der Europäische Rat die Kommission auffordern, tätig zu werden. Auch Bürgerinnen und Bürger der EU können sie mit einer Europäischen Bürgerinitiative auffordern, sich eines bestimmten Themas anzunehmen. Dies wird durch Petitionen erreicht. In einem ordentlichen Gesetzgebungsverfahren müssen das EU-Parlament und der Rat der EU einem Gesetzesentwurf zustimmen. Ministerrat und Europäisches Parlament beraten sich mit dem Ausschuss der Regionen (lokal und regional gewählte Vertreter aller 27 Mitgliedsländer) und dem Wirtschafts- und Sozialausschuss (350 Mitglieder aus den 27 EU-Mitgliedstaaten). Nach einer Ersten Lesung mit den zuständigen Fachausschüssen wird der Bedarf ermittelt. Verlangt das Parlament eine Änderung, kommt es zu einer Zweiten Lesung. Im Plenum des Europäischen Parlaments wird der Gesetzesvorschlag mit dem Standpunkt des Rates beraten. Wird man sich hier nicht einig, kommt der Entwurf des Gesetzesvorschlages in die Vermittlung. Einigt sich der Vermittlungsausschuss auf den Entwurf wird dieser dem Rat und dem EP mit der Bitte um Zustimmung zugeleitet. Wenn beide innerhalb von sechs Wochen ihre Zustimmung geben, ist das Gesetz angenommen. Andernfalls ist es gescheitert.

#### Überprüfung
In jeder Richtlinie wird eine Zeitspanne festgelegt, innerhalb derer die Richtlinie evaluiert wird. Neben der Evaluierung können auch Gerichtsbeschlüssen des EuGH zu einer Änderung der Richtlinie führen.
Das ist z. B. bei der Richtlinie 98/106/EG für Bauprodukte geschehen. Diese ist durch die Verordnung (EU) Nr. 305/2011 ersetzt worden. Hier zeigt sich auch, dass die Regulierung durch eine Richtlinie, nach Evaluierung, zu einer Verordnung wechseln kann. In der ursprünglichen Richtlinie war es den Mitgliedsstaaten überlassen, die Richtlinie in eigene Rechts- und Verwaltungsvorschriften zu übernehmen. Nach dem Urteil des EuGH haben das Europäische Parlament und der Rat mit einem Vorschlag reagiert. Der Vorschlag wurde 2008 von Günter Verheugen eingebracht und ist 2011 mit der neuen Verordnung wirksam geworden.

### Umsetzung der Richtlinien in den einzelnen EU-Staaten
Verordnungen sind in den EU-Mitgliedsstaaten direkt umzusetzen. Richtlinien sind, nach einer Übergangszeit, in die bestehenden nationalen Gesetze zu integrieren und/oder durch neue einzelstaatliche Gesetzgebungsverfahren umzusetzen. In Deutschland geschieht das, z. B. bei Produkten, unter anderem durch Produktsicherheitsverordnungen zum Produktsicherheitsgesetz.
So wird z. B. die Richtlinie 2009/48/EG des Europäischen Parlaments und des Rates vom 18. Juni 2009 über die Sicherheit von Spielzeug in Deutschland durch die Erste Verordnung zur Änderung der Verordnung über die Sicherheit von Spielzeug (1. GPSGV2ÄndV)  und die Zweite Verordnung zum Produktsicherheitsgesetz (Verordnung über die Sicherheit von Spielzeug)  umgesetzt.
In Österreich wird die gleiche EU-Richtlinie durch eine Spielzeugkennzeichnungsverordnung umgesetzt.
In Frankreich erfolgt die Umsetzung durch ein Dekret Décret no 2010-166 du 22 février 2010 relatif à la sécurité des jouets und eine Verordnung Arrêté du 24 février 2010 fixant les modalités d’application du décret no 2010-166 du 22 février 2010 relatif à la sécurité des jouets.
In den Niederlanden ist die Umsetzung durch einen Beschluss Besluit van 21 januari 2011, houdende vaststelling van het Warenwetbesluit speelgoed 2011 erfolgt.
Die Umsetzung jeweiliger Richtlinien kann auf EUR-Lex auf der Seite der Richtlinie unter dem Punkt „Nationale Umsetzung“ für jeden Mitgliedsstaat nachvollzogen werden. Dies ist wichtig für Hersteller und Verträge, da in verschiedenen Mitgliedstaaten außerhalb der EU-Harmonisierung verschiedene gesetzliche Vorgaben und/oder Kennzeichnungen gelten können. In Deutschland darf z. B. neben der CE-Kennzeichnung auch die GS-Kennzeichnung auf Produkten angebracht werden.

### Gültigkeit von EU-/EG-Richtlinien
EU-/EG-Richtlinien haben eine Gültigkeit von einem bestimmten Datum an und werden entweder aufgehoben oder geändert. Entgegen der allgemeinen Meinung fallen aufgehobene Richtlinien nicht weg. Zum Zeitpunkt ihrer Gültigkeit wurden Rechtsakte erlassen. Für diese Rechtsakte sind die aufgehobenen Richtlinien noch gültig. Gleiches gilt für geänderte Richtlinien. Diese Rechtsakte unterliegen dem Bestandsschutz.

## Beispiele erlassener Richtlinien

### Rahmenrichtlinien
- Freizügigkeitsrichtlinie 2004/38/EG
- Arbeitsschutz-Rahmenrichtlinie, 89/391/EWG
- Wasserrahmenrichtlinie, 2000/60/EG
- Konformitätsbeurteilungsverfahren und CE-Kennzeichnung, 768/2008/EG (die 93/465/EWG ist seit 2008 durch diese ersetzt)
- Dienstleistungsrichtlinie 2006/123/EG
- Mehrwertsteuer-Systemrichtlinie, 2006/112/EG
- Ökodesign-Richtlinie (EuP-Richtlinie), 2009/125/EG (2005/32/EG bis 19. November 2009)
- Produktsicherheitsrichtlinie 2001/95/EG
- Solvency II-Richtlinie, 2009/138/EG
- Abfallrahmenrichtlinie, 2008/98/EG und Änderungsrichtlinie 2018/851/EG

### Spezifische Richtlinien
- Richtlinie 2003/88/EG über bestimmte Aspekte der Arbeitszeitgestaltung, beruhend auf den vorangegangenen Richtlinien 93/104/EG und 2000/34/EG
- ATEX-Produktrichtlinie; 2014/34/EU (Explosionsschutz)
- Aufzugsrichtlinie; 2014/33/EU
- Badegewässerrichtlinie; 2006/7/EG
- Druckgeräterichtlinie; 2014/68/EU
- Einheiten im Messwesen; 80/181/EWG
- Elektromagnetische Verträglichkeit / Europäische EMV-Richtlinie; 2014/30/EU (ab 20. April 2016 Ersatz für 2004/108/EG)
- Emissionshandelsrichtlinie; 2003/87/EG
- Fauna-Flora-Habitat-Richtlinie; 92/43/EWG
- Fernabsatzrichtlinie; 97/7/EG
- Führerscheinrichtlinie; 2006/126/EG
- Maschinenrichtlinie; 2006/42/EG
- Richtlinie über Maschinenlärm im Freien (Outdoor Noise Directive); Richtlinie 2000/14/EG
- Niederspannungsrichtlinie; 2014/35/EU (ab 20. April 2016 Ersatz für 2006/95/EG)
- Spielzeugrichtlinie 2009/48/EG
- Wasserrahmenrichtlinie; 2000/60/EG
- veraltet EU-Gefahrenstoffkennzeichnung (Einstufung, Verpackung und Kennzeichnung gefährlicher Stoffe); 67/548/EWG